# Lijst van voetbalclubs aangesloten bij de Friesche Voetbalbond
Dit is een lijst van voetbalclubs die aangesloten en/of actief zijn geweest bij de Friesche Voetbalbond (FVB).
Vanaf 1940 waren clubs uit de regio van de Friesche Voetbalbond automatisch lid van de Friesche Voetbalbond zodra zij zich hadden ingeschreven bij de KNVB.

## Legenda
(1) achter de clubnaam - Zijn meerdere clubs met dezelfde naam geweest, echter zijn (mogelijk) verschillende clubs.
   bij Lid tot - Club is uitgeschreven of opgeheven voor 1996, datum hiervan is echter onbekend.
— bij Lid tot - Club is tot einde van de bond (1996) actief gebleven.
| Club                   | Plaats                  | Lid sinds      | Lid tot        | Bijzonderheden |
| ---------------------- | ----------------------- | -------------- | -------------- | --- |
| Achdoeth (1)           | Leeuwarden              | december 1926  | december 1936  | |
| Achdoeth (2)           | Leeuwarden              | augustus 1937  | februari 1941  | |
| Achilles               | Heerenveen              | december 1907  |                | |
| Achter de Hoven        | Leeuwarden              | juli 1935      | juni 1938      | |
| VV Aengwirden          | Tjalleberd              | 1986           |                | |
| VV Akkrum              | Akkrum                  | april 1926     |                | |
| SC Ameland             | Hollum                  | 1928           |                | |
| Amicitia               | Workum                  | oktober 1914   | november 1916  | |
| VV Anjum               | Anjum                   | 1949           |                | |
| AOC                    | Oosterwolde             | september 1922 | juli 1926      | |
| VV Appelscha (1)       | Appelscha               | augustus 1925  | juli 1933      | |
| VV Appelscha (2)       | Appelscha               | september 1934 | oktober 1939   | Opgegaan in VV Stânfries |
| Aristides (1)          | Leeuwarden              | augustus 1923  | februari 1926  | Heette tot sep 1923 Eendracht |
| Aristides (2)          | Leeuwarden              | oktober 1929   | juni 1943      | |
| VV Arum                | Arum                    | januari 1938   |                | |
| ASC '75                | Augustinusga            | 1976           |                | |
| VV Augustinusga        | Augustinusga            | augustus 1935  | januari 1938   | |
| Avanti                 | Wolvega                 | oktober 1922   | 1926           | Was tot 1922 aangesloten bij de Noord-Centrale Voetbalbond                                                                                   |
| AVC (1)                | Akkrum                  | oktober 1915   | december 1918  | |
| AVC (2)                | Akkrum                  | augustus 1922  | 1924           | |
| AVC (3)                | Akkrum                  |                |                | |
| AVV                    | Hoorn (Terschelling)    | 1979           |                | |
| BAC                    | Leeuwarden              | juni 1938      | 1938           | |
| VV Bakhuizen           | Bakhuizen               | november 1932  | augustus 1933  | Was tussen 1933 en 1940 aangesloten bij de RKUVB                                                                                             |
| VV Bakhuizen           | Bakhuizen               | september 1940 | 1945           | Was tussen 1933 en 1940 aangesloten bij de RKUVB                                                                                             |
| RKVV Bakhuizen         | Bakhuizen               |                |                | |
| VV Bakkeveen           | Bakkeveen               | september 1933 |                | |
| VV Balk (1)            | Balk                    | oktober 1932   | september 1941 | |
| VV Balk (2)            | Balk                    | 1946           |                | |
| BAVC                   | Bontebok                | augustus 1934  | januari 1938   | Heette tot sep 1936 Bontebok |
| BCV                    | Bergum                  | 1949           |                | |
| VV Beetgum             | Beetgum                 | 1949           |                | |
| Be Quick Dokkum        | Dokkum                  | oktober 1940   |                | Was tot okt 1940 aangesloten bij de CNVB |
| VV Bergum              | Bergum                  | september 1923 | 1928           | Heropgericht in mrt 1931 |
| VV Bergum              | Bergum                  | maart 1931     |                | Heropgericht in mrt 1931 |
| VV Bergumerheide       | Bergumerheide           | september 1927 | juni 1933      | |
| SC Berlikum            | Berlikum                | juni 1972      |                | |
| FC Birdaard            | Birdaard                | 1967           |                | |
| Black and White        | Leeuwarden              | november 1932  | september 1935 | |
| VV Black Boys (1)      | Sneek                   | september 1922 | juli 1924      | |
| VV Black Boys (2)      | Sneek                   | augustus 1924  |                | |
| VV Blauwhuis           | Blauwhuis               | september 1940 |                | Heette in het verleden BVC |
| VV Blauw Rood          | Terwispel               | december 1932  | oktober 1940   | |
| VV Blauw Wit           | Houtigehage             | september 1932 | 1933           | |
| CVV Blauw Wit '34      | Huizum                  | oktober 1940   |                | |
| VV De Blesse (1)       | De Blesse               | september 1925 | 1931           | vóór 1931 |
| VV De Blesse (2)       | De Blesse               | september 1931 |                | |
| VV Blija               | Blija                   | april 1985     |                | |
| VV Blue Boys           | Nij Beets               | november 1931  |                | Heette tot dec 1932 VIOS |
| VV Bolsward (1)        | Bolsward                | november 1911  | november 1913  | |
| VV Bolsward (2)        | Bolsward                | oktober 1918   | juli 1921      | |
| VV Bolsward (3)        | Bolsward                | januari 1922   | september 1922 | In sep 1922 gefuseerd tot CAB |
| VV Bolsward (4)        | Bolsward                | augustus 1934  | november 1936  | |
| VV Boornbergum         | Boornbergum             | augustus 1934  | december 1941  | |
| SC Boornbergum '80     | Boornbergum             | juni 1980      |                | |
| VV Boyl                | Boyl                    | september 1933 | 1995           | In het seizoen 1995/96 actief bij de Drentse Voetbalbond                                                                                     |
| Broekster Boys         | Damwoude                |                |                | |
| Brinio                 | Leeuwarden              | 1908           | 1910           | |
| Brinio                 | Leeuwarden              | augustus 1920  | oktober 1922   | |
| BSV                    | Leeuwarden              | juni 1938      | 1940           | Was tot 1938 aangesloten bij de Leeuwarder Bedrijfsvoetbalcompetitie                                                                         |
| VV Buitenpost          | Buitenpost              | 1942           |                | |
| BVC                    | Beetsterzwaag           | 1909           | 1910           | |
| CAB                    | Bolsward                | september 1924 |                | |
| CCF                    | Leeuwarden              | juli 1938      | 1940           | |
| Ceres                  | Leeuwarden              | mei 1938       | 1940           | |
| CIN                    | Leeuwarden              | augustus 1922  | juli 1933      | Heette tot nov 1922 SDO |
| VV CSL                 | Stiens                  | 1966           |                | |
| CVVO                   | Lemmer                  | 1947           |                | |
| DDD                    | Tijnje                  | augustus 1925  | januari 1928   | |
| VV Delfstrahuizen      | Delfstrahuizen          | augustus 1934  |                | |
| DGS                    | Noordwolde              | januari 1931   | 1932           | |
| DIO Oosterwolde        | Oosterwolde             | mei 1938       |                | Heette tot 1980 VV Oosterwolde |
| DIO                    | Wolvega                 | september 1940 | september 1945 | Was tot 1940 aangesloten bij de RKUVB |
| DOG                    | Wolvega                 | oktober 1929   | juni 1968      | In jun 1968 gefuseerd tot FC Wolvega |
| VV Dokkum              | Dokkum                  | augustus 1926  |                | |
| SV Donkerbroek         | Donkerbroek             | 1992           |                | |
| VV Drachten            | Drachten                | januari 1922   |                | |
| CVV De Drachter Boys   | Drachten                | oktober 1940   | januari 1942   | Was tot okt 1940 aangesloten bij de Noord-Centrale Voetbalbond                                                                               |
| VV Drogeham            | Drogeham                | 1946           |                | |
| VV Dronrijp (1)        | Dronrijp                | augustus 1934  | september 1941 | |
| VV Dronrijp (2)        | Dronrijp                | 1947           |                | |
| VV DTD                 | Cornjum                 | augustus 1939  |                | |
| DWP                    | Rohel Sintjohannesga    | 1948           |                | Club is opgericht in Rohel |
| VV Eastermar           | Eastermar               | 1969           |                | |
| VV EBC                 | Bantega                 | 1976           |                | |
| VV Eenheid             | Jubbega                 | augustus 1934  | januari 1938   | |
| VV Eestrum             | Eestrum                 | augustus 1934  | december 1939  | |
| VV Elsloo (1)          | Elsloo                  | augustus 1934  | november 1936  | |
| VV Elsloo (2)          | Elsloo                  | 1948           | 1993           | Heette vanaf 1980 ODIS, fuseerde in 1993 tot OZC                                                                                             |
| FCA                    | Bolsward                | 1909           | maart 1924     | Fuseerde in 1924 tot CAB |
| FFS                    | Vegelinsoord            | 1953           |                | |
| De Figaro's            | Leeuwarden              | juni 1938      | december 1939  | |
| SC Flamingo            | Leeuwarden              | 1991           |                | |
| VV Foarút              | Menaldum                | april 1930     |                | |
| FC Fochteloo           | Fochteloo               | 1986           | 1995           | In het seizoen 1995/96 actief bij de Drentse Voetbalbond                                                                                     |
| VV Franeker (1)        | Franeker                | oktober 1912   | oktober 1913   | |
| VV Franeker (2)        | Franeker                | augustus 1934  | november 1936  | Heette tot mrt 1935 SNA |
| Freno                  | Franeker                | oktober 1929   | 1970           | Heette tot jul 1930 De Zwaluwen, in 1970 gefuseerd tot SC Franeker                                                                           |
| Forward                | Leeuwarden              | oktober 1938   | 1940           | |
| Friesche Boys (1)      | Leeuwarden              | augustus 1922  | september 1923 | Heette tot feb 1923 Zwart Wit |
| Friesche Boys (2)      | Leeuwarden              | augustus 1925  | juli 1933      | |
| Friese Boys            | Kollumerzwaag           | 1947           | -              | |
| Friesche Wilp          | De Wilp                 |                | juli 1935      | |
| LVV Friesland          | Leeuwarden              | mei 1912       | -              | |
| LAC Frisia 1883        | Leeuwarden              | november 1906  | -              | |
| VV Friso               | Leeuwarden              | september 1920 | februari 1926  | |
| Friso                  | Joure                   | september 1930 | 1933           | Was tussen 1933 en 1940 aangesloten bij de RKUVB, fuseerde in 1965 tot SC Joure                                                              |
| Friso                  | Joure                   | september 1940 | 1965           | Was tussen 1933 en 1940 aangesloten bij de RKUVB, fuseerde in 1965 tot SC Joure                                                              |
| FVC                    | Leeuwarden              | oktober 1919   | -              | |
| GAVC                   | Grouw                   | september 1927 |                | |
| Ge-Bo                  | Leeuwarden              | mei 1938       | 1938           | |
| VV Geel Wit            | Buren (Ameland)         | 1970           |                | |
| VV Gersloot            | Gersloot                | augustus 1934  |                | |
| De Glazenmakers        | Leeuwarden              | juni 1938      | februari 1941  | |
| VV Gorredijk (1)       | Gorredijk               | oktober 1913   |                | Vraag |
| VV Gorredijk (2)       | Gorredijk               | november 1920  |                | Heette in nov 1920 GVC |
| SV De Griffioen        | Oosterwolde             | 1959           |                | |
| GRL                    | Leeuwarden              | mei 1938       | 1940           | |
| Groen Zwart            | Donkerbroek             | 1931           | oktober 1931   | In 1931 opgegaan in HDT |
| GSVV                   | Gerkesklooster Stroobos | 1967           |                | Club komt uit beide plaatsen |
| VV Hallum              | Hallum                  | september 1930 | juni 1991      | |
| VV Hardegarijp         | Hardegarijp             | oktober 1932   |                | |
| VV Harkema-Opeinde (1) | Harkema                 | augustus 1935  | december 1941  | |
| VV Harkema-Opeinde (2) | Harkema                 | 1946           |                | |
| VV Harlingen (1)       | Harlingen               | oktober 1913   | november 1915  | |
| VV Harlingen (2)       | Harlingen               | september 1922 | december 1923  | Fuseerde in 1923 tot HZC Harlingen |
| VV Harlingen (3)       | Harlingen               | augustus 1934  | 1954           | Fuseerde in 1954 tot VV Harlingen |
| VV Harlingen (4)       | Harlingen               | 1954           |                | |
| SC Hartelust           | Leeuwarden              | april 1938     | maart 1942     | |
| VV Haulerwijk          | Haulerwijk              | juli 1936      |                | |
| ZVV Haulerwijkse Boys  | Haulerwijk              | 1961           |                | |
| HDT                    | Donkerbroek             | augustus 1931  | 1992           | Heette tot okt 1937 VV Donkerbroek, fuseerde in 1992 tot SV Donkerbroek                                                                      |
| VV Heeg                | Heeg                    | 1945           |                | Was eerder aangesloten bij de OBZW |
| VV Heerenveen          | Heerenveen              | september 1922 |                | |
| SV Hielpen             | Hindeloopen             | 1967           |                | |
| VV Hielpen             | Hindeloopen             | december 1942  | 1943           | Was eerder aangesloten bij de CNVB onder de naam HVV                                                                                         |
| VV HJSC                | Hommerts                | 1947           |                | |
| VV Holwerd             | Holwerd                 | juli 1948      |                | |
| VV Houtigehage         | Houtigehage             | februari 1926  | augustus 1927  | |
| SV Houtigehage         | Houtigehage             | september 1929 |                | |
| HSC                    | Harlingen               | januari 1905   | oktober 1905   | |
| HVC                    | Heerenveen              | september 1922 | juli 1925      | In 1925 opgegaan in VV Heerenveen |
| HZC                    | Harlingen               | november 1920  | december 1923  | Fuseerde in 1923 tot HZC Harlingen |
| HZC Harlingen          | Harlingen               | december 1923  | 1954           | Fuseerde in 1954 tot VV Harlingen |
| IDO                    | Leeuwarden              | oktober 1932   | juli 1934      | |
| IP                     | Leeuwarden              | december 1904  | 1905           | |
| It Swealtsje           | Leeuwarden              | juni 1938      | maart 1942     | |
| IJ.V.C.                | IJlst                   | oktober 1940   |                | Was tot okt 1940 aangesloten bij de CNVB |
| VV Irnsum              | Irnsum                  | november 1932  |                | |
| VV Jistrum             | Eestrum                 |                |                | |
| Jong Frisia            | Leeuwarden              | november 1906  | 1909           | |
| SC Joure               | Joure                   | augustus 1965  |                | |
| VV Joure               | Joure                   | oktober 1923   | juli 1933      | |
| JVV                    | Joure                   | september 1924 | juli 1933      | Heette tot nov 1924 Frisia |
| Kapitein Klein         | Leeuwarden              | 1923           | juli 1933      | |
| De Katten              | Kollum                  | augustus 1926  | juli 1933      | |
| VV Kino                | Leeuwarden              | juni 1938      | december 1939  | |
| KMF                    | Leeuwarden              | juni 1938      | december 1939  | Was tot jun 1938 aangesloten bij de Leeuwarder Bedrijfsvoetbalcompetitie                                                                     |
| VV Kollum (1)          | Kollum                  | augustus 1933  | december 1939  | |
| VV Kollum (2)          | Kollum                  |                |                | |
| De Kooi                | Joure                   | augustus 1922  | augustus 1965  | Heette tot jun 1925 Olympia, fuseerde in aug 1965 tot SC Joure                                                                               |
| SC Kootstertille       | Kootstertille           | 1962           |                | |
| VV Langezwaag (1)      | Langezwaag              | december 1932  | maart 1942     | |
| VV Langezwaag (2)      | Langezwaag              | 1950           |                | |
| VV Langweer            | Langweer                | augustus 1933  |                | |
| VV de Lauwers          | Warfstermolen           | 1955           |                | |
| La Vitesse             | Leeuwarden              | 1907           | 1909           | |
| LBVV                   | Leeuwarden              | mei 1938       | maart 1942     | |
| VV Leeuwarden          | Leeuwarden              | december 1917  |                | |
| Leeuwarder Boys        | Leeuwarden              | november 1932  | januari 1938   | |
| Leeuwarder Zwaluwen    | Leeuwarden              | september 1940 |                | Was tot 1940 aangesloten bij de CNVB, ook bekend onder de naam De Zwaluwen                                                                   |
| VV Lemmer              | Lemmer                  | september 1923 |                | |
| Leonidas               | Noordwolde              | september 1924 | augustus 1927  | |
| SC Lions '66           | Leeuwarden              | 1968           |                | |
| VV Lippenhuizen        | Lippenhuizen            | augustus 1934  | juli 1937      | |
| LSC 1890               | Sneek                   | september 1907 |                | |
| LSC                    | Leeuwarden              | december 1911  |                | Vraag |
| SSC Lycurgus           | Sneek                   | januari 1905   | september 1907 | Club fuseerde tot LSC 1890 |
| LVC (1)                | Leeuwarden              | 1911           | november 1915  | |
| LVC (2)                | Leeuwarden              | november 1918  | juli 1921      | |
| LVC (3)                | Leeuwarden              | augustus 1922  | september 1927 | Opgegaan in Friesland Leeuwarden |
| LVV                    | Leeuwarden              | januari 1905   | september 1911 | Heette tot okt 1906 Olympia |
| Lyts Begin             | Joure                   | oktober 1923   | augustus 1925  | |
| LYVC                   | Leeuwarden              | juni 1938      | december 1939  | |
| SC Makkinga            | Makkinga                | 1936           |                | |
| VV Makkum              | Makkum                  | september 1929 |                | |
| VV Marrum              | Marrum                  | 1946           |                | |
| VV Mildam              | Mildam                  | november 1932  |                | Was tot 1931 aangesloten bij de Onderlinge Voetbalbond                                                                                       |
| VV Minnertsga          | Minnertsga              | 1967           |                | |
| RKVV MKV '29           | Huizum                  | augustus 1929  | augustus 1931  | Was tussen 1931 en 1940 aangesloten bij de RKUVB                                                                                             |
| RKVV MKV '29           | Huizum                  | september 1940 |                | Was tussen 1931 en 1940 aangesloten bij de RKUVB                                                                                             |
| VV De Monnik           | Schiermonnikoog         | augustus 1933  |                | |
| SV Mulier              | Witmarsum               | 1968           |                | |
| MVC                    | Makkinga                | 1934           | 1936           | Heette in 1935 en 1936 VV Makkinga, in 1936 gefuseerd naar SC Makkinga                                                                       |
| VV Nicator             | Leeuwarden              | november 1932  |                | |
| VV Nieuweschoot        | Heerenveen              | 1946           |                | |
| VV Nijehorne           | Nijehorne               | november 1931  | december 1939  | Heette tot mei 1935 RODA |
| VV Nijland             | Nijland                 | 1947           |                | |
| VV N.O.K.              | Nijemirdum              | 1966           |                | |
| VV Noordbergum (1)     | Noordbergum             | augustus 1937  | juli 1942      | |
| VV Noordbergum (2)     | Noordbergum             | 1964           |                | |
| VV Noordwolde (1)      | Noordwolde              | december 1926  | januari 1928   | |
| VV Noordwolde (2)      | Noordwolde              | september 1930 | juli 1936      | Heette tot dec 1932 Leonidas Noordwolde, in 1936 opgegaan in Olyphia                                                                         |
| VV ODV                 | Wijnjewoude             | november 1922  |                | Begon onder de naam WJC |
| Odilo                  | Leeuwarden              | april 1922     | augustus 1923  | |
| SV Oeverzwaluwen       | Koudum                  | december 1942  |                | Was eerder aangesloten bij OBZW onder de naam Unitas                                                                                         |
| VV Oldeboorn           | Oldeboorn               | september 1924 |                | |
| VV Oldeholtpade        | Oldeholtpade            | augustus 1933  | december 1939  | |
| VV Olympia             | Joure                   | december 1907  | 1912           | |
| VV Olympia             | Leeuwarden              | september 1928 | mei 1930       | |
| Olyphia                | Noordwolde              | augustus 1930  |                | Heette tot sep 1930 Olympia |
| ONF                    |                         | september 1945 | juni 1980      | In 1980 gefuseerd tot SC Boornbergum '80 |
| ONS Sneek              | Sneek                   | oktober 1940   |                | Was eerder aangesloten bij de CNVB en de OBZW, heette tot 1948 Oranje Nassau                                                                 |
| ONT                    | Opeinde                 | 1962           |                | |
| VV Oostenburg          | Oosterwolde             | januari 1933   | mei 1938       | Fuseerde in 1938 tot VV Oosterwolde |
| VV Oostergo            | Ee                      | 1964           |                | |
| VV Oosterlittens       | Oosterlittens           | juli 1935      |                | |
| VV Oosterstreek        | Oosterstreek            | december 1932  |                | |
| VV Oosterwolde         | Oosterwolde             | augustus 1932  | mei 1938       | Heette tot nov 1932 Quick Boys, fuseerde in 1938 tot VV Oosterwolde (tegenwoordig DIO Oosterwolde)                                           |
| VV Opeinde             | Opeinde                 | september 1925 | juli 1933      | |
| VV Oudega              | Oudega                  | 1948           |                | |
| VV Oudehaske           | Oudehaske               | 1964           |                | |
| VV Oudhorne            | Oudhorne                | 1933           | maart 1939     | |
| VV Ouwe Syl            | Oudebildtzijl           | 1967           |                | |
| OVC                    | Oudeschoot              | december 1922  | juli 1925      | |
| OVV                    | Opeinde                 | 1923           |                | Vraag |
| OZC                    | Elsloo                  | 1993           | 1995           | In het seizoen 1995/96 actief bij de Drentse Voetbalbond                                                                                     |
| Presto                 | Ureterp                 | oktober 1930   | oktober 1940   | |
| PVC                    | Pingjum                 | november 1932  | juli 1934      | |
| Quick                  | Leeuwarden              | november 1905  |                | Vraag |
| Quick '35              | Terschelling            | 1966           | 1980           | In 1980 gefuseerd tot SC Terschelling |
| QVC                    | Leeuwarden              | november 1905  | 1908           | |
| VV QVC                 | Stavoren                | 1946           |                | |
| VV Read Swart          | De Knipe                | oktober 1931   |                | Was tot 1931 aangesloten bij de Onderlinge Voetbalbond, heette tot dec 1932 Rood Zwart                                                       |
| Reade Dúvels           | Jubbega                 | november 1932  | september 1942 | Was tot 1932 aangesloten bij de Onderlinge Voetbalbond, heette tot nov 1932 Roode Duivels                                                    |
| Renado                 | Sint Nicolaasga         | september 1940 |                | Was tot 1940 aangesloten bij de RKUVB |
| RES                    | Bolsward                | september 1940 |                | Was tot 1940 aangesloten bij de RKUVB |
| VV Rijperkerk          | Rijperkerk              | 1947           |                | |
| RKSC                   | Sneek                   | augustus 1925  | juli 1928      | |
| Robinson               | Leeuwarden              | juni 1938      | maart 1942     | |
| Roburianen             | Harlingen               | oktober 1923   | augustus 1925  | Heette tot okt 1923 Robur |
| Robur Harlingen        | Harlingen               | september 1940 |                | Was tot 1940 aangesloten bij de RKUVB |
| RKVV RODA              | De Blesse               | 1925           | 1926           | |
| VV Rood Geel (1)       | Leeuwarden              | februari 1912  | november 1915  | |
| VV Rood Geel (2)       | Leeuwarden              | november 1921  |                | |
| VV Rood Wit            | Noordwolde              | september 1924 | september 1925 | |
| VV Roordahuizum        | Roordahuizum            | november 1932  | februari 1942  | |
| Ropta Boys             | Oosternijkerk           |                |                | |
| VV Rottevalle          | Rottevalle              | 1973           |                | |
| SV RWF                 | Frieschepalen           | 1959           |                | |
| Satona                 | Leeuwarden              | juli 1940      | maart 1942     | Heette tot apr 1941 LPF |
| VV Scharnegoutum '70   | Scharnegoutum           | 1970           |                | |
| SDL                    | Sneek                   | augustus 1922  | oktober 1927   | |
| SDO                    | Jubbega                 | april 1937     | november 1941  | |
| VV SDS                 | Oosterend               | 1951           |                | |
| VV Sint Annaparochie   | Sint Annaparochie       | maart 1933     |                | |
| Sint Jacob             | Sint Jacobiparochie     | augustus 1938  |                | |
| De Slagers Gazellen    | Leeuwarden              | mei 1938       | december 1939  | |
| VV Sleat               | Sloten                  | 1961           |                | |
| SLP                    | Leeuwarden              | oktober 1938   | maart 1942     | Was eerder aangesloten bij de Leeuwarder Bedrijfs Competitie                                                                                 |
| SMO                    | Heerenveen              | november 1923  | september 1925 | |
| VV Sneek Wit Zwart     | Sneek                   | 1912           |                | |
| Sneeker Boys           | Sneek                   | juni 1923      | augustus 1925  | |
| SNVV                   | Sint Nicolaasga         | november 1932  | september 1945 | |
| VV Sonnega             | Sonnega                 | augustus 1933  | december 1939  | |
| De Spar                | Leeuwarden              | juni 1938      | december 1939  | Was tot jun 1938 aangesloten bij de Leeuwarder Bedrijfsvoetbalcompetitie                                                                     |
| Sparta                 | Sneek                   | februari 1905  | september 1907 | |
| VV Sport Vereent       | Oldeberkoop             | september 1932 |                | |
| SPV                    | Leeuwarden              | mei 1938       | maart 1942     | |
| SSC                    | Leeuwarden              | 1911           | 1912           | |
| SSS '68                | Menaldumadeel           | 1970           |                | |
| Stânfries (1)          | Leeuwarden              | 1908           | november 1916  | |
| Stânfries (2)          | Sneek                   | september 1920 | januari 1925   | Heette tot augustus 1921 Vitesse |
| VV Stânfries (3)       | Appelscha               | september 1932 |                | Heette tot september 1933 Vitesse, tussen sep. 1933 en mei 1935 Friso, in mei 1935 VV Appelscha, vanaf mei 1935 de huidige naam VV Stânfries |
| De Stânfriezen         | Leeuwarden              | juni 1938      | december 1939  | Was tot jun 1938 aangesloten bij de Leeuwarder Bedrijfsvoetbalcompetitie                                                                     |
| VV Steggerda           | Steggerda               | augustus 1933  | januari 1938   | |
| Steggerda Boys         | Steggerda               | augustus 1935  | december 1939  | |
| VV Stiens              | Stiens                  | november 1932  |                | |
| VV Stokvis             | Leeuwarden              | augustus 1939  | april 1941     | |
| VV Stroobos            | Stroobos                | augustus 1934  | november 1936  | |
| VV Suameer             | Suameer                 | 1949           |                | |
| SV Suawoude            | Suawoude                | 1978           |                | |
| VV Surhuisterveen      | Surhuisterveen          | september 1924 |                | |
| SVG                    | Sneek                   | oktober 1911   | november 1915  | |
| SVG                    | Sneek                   | september 1920 | juli 1933      | |
| VV De Sweach           | Beetsterzwaag           | september 1932 |                | Heette tot jan 1933 Wood Boys |
| VV Terhorne            | Terhorne                | augustus 1936  |                | Vraag |
| VV Ternaard (1)        | Ternaard                | september 1927 | juli 1933      | |
| VV Ternaard (2)        | Ternaard                | 1971           |                | |
| SC Terschelling        | Terschelling            | 1980           |                | |
| VV TFS                 | Drachtstercompagnie     | september 1929 |                | Heette tot februari 1930 DVS, heropgericht in 1949                                                                                           |
| VV TFS                 | Drachtstercompagnie     | 1949           |                | Heette tot februari 1930 DVS, heropgericht in 1949                                                                                           |
| SV THOR                | Lippenhuizen            | 1956           |                | |
| VV Tijnje              | Tijnje                  | december 1932  |                | Heette tussen dec 1932 en 1951 DDD |
| VV Tjalleberd          | Tjalleberd              | augustus 1933  | december 1939  | |
| VV TOP '63             | Oppenhuizen             | 1963           |                | |
| CVV Trynwaldster Boys  | Oenkerk                 | 1959           |                | |
| TVC                    | Oenkerk                 | september 1930 | maart 1942     | Heropgericht na de oorlog |
| TVC                    | Oenkerk                 |                |                | Heropgericht na de oorlog |
| TVV                    | Terschelling            | 1966           | 1980           | In 1980 gefuseerd tot SC Terschelling |
| SC Twijzel             | Twijzel                 | 1973           |                | |
| VV Twijzel (1)         | Twijzel                 | augustus 1933  | november 1936  | |
| VV Twijzel (2)         | Twijzel                 | september 1938 | maart 1942     | |
| VV Tzum                | Tzum                    | juni 1980      |                | |
| VV Tzummarum           | Tzummarum               | augustus 1938  |                | |
| UDI                    | Leeuwarden              | 1908           | 1911           | |
| UDIROS                 | Oudehorne Nieuwehorne   | 1949           |                | |
| VAC (1)                | Heerenveen              | 1908           | november 1919  | |
| VAC (2)                | Heerenveen              | december 1932  | november 1936  | |
| Van G. & L./Ato        | Leeuwarden              | 1939           | 1939           | |
| VV VCR                 | Rinsumageest            | 1964           |                | |
| VCU                    | Leeuwarden              | november 1920  | mei 1922       | |
| VWC                    | Wilhelminaoord          | december 1938  | december 1939  | |
| SC Veenwouden          | Veenwouden              | 1948           |                | |
| VEMO (1)               | Leeuwarden              | augustus 1922  | september 1923 | Opgegaan in LVC |
| VEMO (2)               | Leeuwarden              | november 1924  | december 1925  | |
| VEMO (3)               | Leeuwarden              | december 1925  | juli 1933      | |
| VEMO (4)               | Oudemirdum              | september 1946 | juli 1951      | |
| V en V '68             | Garijp                  | 1968           |                | |
| VV Vinkega             | Vinkega                 | augustus 1934  | maart 1942     | |
| VV VIOD                | Driesum                 |                |                | |
| VIOS                   | Leeuwarden              |                | 1926           | |
| LVV Vitesse            | Leeuwarden              | oktober 1905   | september 1907 | |
| V.O.G.                 | Scherpenzeel            | 1961           |                | |
| Volharding             | Harlingen               | 1909           | 1911           | |
| Volharding             | Leeuwarden              | 1922           |                | Vraag |
| VV Voorwaarts          | Leeuwarden              | 1908           | 1911           | |
| VV Voorwaarts          | Sneek                   | september 1920 | augustus 1923  | |
| VRA                    | Leeuwarden              | augustus 1938  | maart 1942     | |
| VVG                    | Gorredijk               | augustus 1911  | december 1911  | |
| VVH                    | Harlingen               | augustus 1911  | december 1911  | |
| VVI                    | Idskenhuizen            | 1946           |                | |
| VVT                    | Twijzelerheide          | 1947           |                | |
| SV de Wâlde            | Oudega                  | 1961           |                | |
| VV de Wâlden           | Damwoude                | 1947           |                | |
| VV Wardy               | Ferwerd                 | 1947           |                | |
| VV Warga               | Warga                   | februari 1926  |                | |
| WAS                    | Sappemeer               | 1913           | 1913           | In 1913 eerst geregistreerd bij de Friesche Voetbalbond, daarna bij de Groninger Voetbalbond                                                 |
| VV Waskemeer           | Waskemeer               | 1984           |                | |
| VV Waterpoort Boys     | Sneek                   | 1973           |                | |
| Westeinder Boys        | Westeind                | december 1932  | maart 1942     | |
| Westergoo              | Arum                    | november 1932  | december 1936  | |
| VV De Westhoek         | Scherpenzeel            | augustus 1933  |                | |
| WHV                    | Drachten                | augustus 1938  | september 1941 | |
| VV Wijnjeterp (1)      | Wijnjewoude             | november 1922  | maart 1923     | |
| VV Wijnjeterp (2)      | Wijnjeterp              | augustus 1926  | november 1936  | |
| VV Wijnjeterp (3)      | Wijnjeterp              | augustus 1937  | december 1939  | |
| VV Wispolia            | Terwispel               |                |                | |
| Wit Zwart Sneek        | Sneek                   | september 1940 |                | Was tot 1940 aangesloten bij de RKUVB, stond ook bekend onder de naam WZS                                                                    |
| FC Wolvega             | Wolvega                 | juni 1968      |                | |
| RKVV Wolvega           | Wolvega                 | augustus 1935  | januari 1938   | |
| SV Workum              | Workum                  | september 1920 | juli 1924      | |
| VV Workum (1)          | Workum                  | oktober 1913   | oktober 1923   | |
| VV Workum (2)          | Workum                  | januari 1917   | januari 1918   | |
| Woudboys               | Veenwouden              | september 1925 | augustus 1935  | |
| VV Woudsend            | Woudsend                | september 1946 |                | |
| WTOC                   | Oudwoude                | 1964           |                | |
| WVC                    | Workum                  | augustus 1917  | november 1918  | |
| WWMG                   | Drachten                | september 1932 | november 1936  | |
| WWS                    | Leeuwarden              |                |                | |
| Wykels Hallum          | Hallum                  | juni 1991      |                | |
| VV Zandbulten          | Zandbulten              | juli 1934      | maart 1936     | |
| VV Zandhuizen          | Zandhuizen              | juli 1934      |                | |
| De Zeemeeuwen          | Harlingen               | september 1940 | 1947           | Was tot okt 1940 aangesloten bij de CNVB |
| ZMVV Zeerobben         | Harlingen               | 1953           |                | |
| ZVB                    |                         | januari 1964   | juni 1980      | |
| VV Zwaagwesteinde      | Zwaagwesteinde          | november 1932  |                | |